# Hans Ertl
Johann „Hans” Ertl (Bécs, 1909. január 30. – Steyr, 1978. július 17.) osztrák olimpikon, Európa-bajnoki bronzérmes osztrák jégkorongozó.
Az 1928. évi téli olimpiai játékokon a jégkorongtornán is játszott. Az osztrák csapat a C csoportba került. Az első mérkőzésen a svájciakkal 4–4-es döntetlent játszottak, majd a németekkel 0–0-s döntetlen lett a végeredmény. A csoportban csak három válogatott volt. Az osztrákok a másodikak lettek és nem jutottak tovább. Összesítésben az 5. lettek. Ertl csak egy mérkőzésen, a svájciak ellen játszott. Nem ütött gólt.
Az 1930-as jégkorong-világbajnokságon a 4. helyen végeztek. Ez egyben Európa-bajnokság is volt, így bronzérmes lett.
Klubcsapata a bécsi PSK volt.